# 陈方汀
陈方汀（？—？），浙江温岭（一说黄岩）人，中国共产党早期人物，后叛变加入中统。

## 生平
早年被送至闽浙边抗日救亡干部学校学习。1938年，加入中国共产党。同年返回茅畬小学，4月成立茅畬小学支部，担任支部书记。
1939年10月，中共台属特委派陈方汀到玉环，召开扩大会议，主张与国民党做斗争，遭到了董仲升的反对:48。陈方汀在返回特委后，要求改组玉环党组织，董仲升被调出玉环。1940年1月至1941年3月，陈方汀担任中共温岭县委书记。1941年3月陈方汀被陈家璧捕获后叛变，中共温岭县委解体，陈方汀随后加入中统组织。1942年2月8日，由于陈方汀出卖，中共浙江省委机关在温州城区遭到破坏，省委书记刘英被捕，省委设在城内的七个秘密据点有六个遭到搜捕破坏。1942年7月10日，陈方汀设局逮捕吴麟法，吴麟法后被营救出狱。